# Sapekhburto K'lubi Saburtalo 2019
Questa voce raccoglie le informazioni riguardanti il Sapekhburto K'lubi Saburtalo nelle competizioni ufficiali della stagione 2019.

## Rosa
| N. |                    | Ruolo | Calciatore              |
| -- | ------------------ | ----- | ----------------------- |
| 1  | Georgia (bandiera) | P     | Omar Migineishvili      |
| 2  | Georgia (bandiera) | D     | Nikoloz Mali            |
| 3  | Georgia (bandiera) | D     | Jemali-Giorgi Jinjolava |
| 4  | Georgia (bandiera) | D     | Gagi Margvelashvili     |
| 6  | Georgia (bandiera) | D     | Tedore Grigalashvili    |
| 7  | Brasile (bandiera) | C     | Vagner Gonçalves        |
| 10 | Georgia (bandiera) | A     | Giorgi K'okhreidze      |
| 11 | Georgia (bandiera) | C     | Giorgi Gabedava         |
| 12 | Georgia (bandiera) | D     | Luk'a Lak'vekheliani    |
| 13 | Georgia (bandiera) | D     | Grigol Chabradze        |
| 15 | Georgia (bandiera) | D     | Dachi Tsnobiladze       |
| 16 | Ucraina (bandiera) | P     | Denys Šelichov          |

| N. |                       | Ruolo | Calciatore            |
| -- | --------------------- | ----- | --------------------- |
| 17 | Georgia (bandiera)    | C     | Giorgi Diasamidze     |
| 18 | Georgia (bandiera)    | D     | Giorgi Rekhviashvili  |
| 20 | Kenya (bandiera)      | C     | Alwyn Tera            |
| 21 | Georgia (bandiera)    | D     | Levan Kakubava        |
| 22 | Georgia (bandiera)    | C     | Sandro Altunashvili   |
| 27 | Georgia (bandiera)    | P     | Lazare Kupatadze      |
| 29 | Montenegro (bandiera) | A     | Ognjen Rolović        |
| 33 | Georgia (bandiera)    | A     | Giorgi Guliashvili    |
| 35 | Georgia (bandiera)    | A     | Iuri Tabatadze        |
| 39 | Georgia (bandiera)    | C     | Tornik'e Gorgiashvili |
|    | Georgia (bandiera)    | C     | Levan Kenia           |